# Mankkilansaari
Mankkilansaari är en ö i Finland. Den ligger i Perho å och i kommunen Kaustby i den ekonomiska regionen  Kaustby ekonomiska region  och landskapet Mellersta Österbotten, i den centrala delen av landet, 400 km norr om huvudstaden Helsingfors. Öns area är 22,6 hektar och dess största längd är 0,7 kilometer i öst-västlig riktning.